# Resolució 1002 del Consell de Seguretat de les Nacions Unides
La Resolució 1002 del Consell de Seguretat de les Nacions Unides, adoptada per unanimitat el 30 de juny de 1995 després de recordar les resolucions 621 (1988), 658 (1990), 690 (1991), 725 (1991), 809 (1993), 907 (1994), 973 (1995) i 995 (1995), el Consell ha debatut l'aplicació de la Pla de Regularització al Sàhara Occidental i va prorrogar el mandat de Missió de Nacions Unides pel Referèndum al Sàhara Occidental (MINURSO) fins al 30 de setembre de 1995.
El Consell de Seguretat el preocupava que la sospita i una falta de confiança entre les parts havia contribuït a la demora en la implementació del pla de les Nacions Unides per al Sàhara Occidental. Perquè hi hagi progressos, ambdues parts haurien de tenir una visió del període post-referèndum. El secretari general Boutros Boutros-Ghali havia establert objectius per avaluar el pla de regularització, inclosos l'alliberament de presos polític, la contenció de les tropes del Polisario i la reducció de tropes marroquines al territori.
La resolució va reiterar el compromís del Consell de celebrar un referèndum per l'autodeterminació de la població del Sàhara Occidental. Tanmateix, s'expressava la preocupació pels continus retards en l'aplicació del pla de referèndum com a part del Pla de Regularització; totes les parts foren instades a no obstaculitzar l'aplicació del pla de regularització i va demanar al secretari general de persuadir al Marroc i al Front Polisario de participar en la seva implementació. Posteriorment Boutros-Ghali fou requerit el 10 de setembre del 1995 per informar del progrés en aquesta àrea.
S'esperava que el referèndum es duria a terme a principis de 1996, amb novembre de 1995 com a començament del període de transició. Sobre la base d'un informe del Secretària General, es decidiria si s'ha de continuar el mandat de la MINURSO més enllà del 30 setembre de a 1995.